# لحلاح عنتابي
اللحلاح العنتابي (باللاتينية: Colchicum antepense) نوع نباتي يتبع جنس اللحلاح من الفصيلة اللحلاحية. سمي نسبة إلى مدينة عنتاب في الأقاليم السورية الشمالية.

## الموئل والانتشار
موطنه عنتاب في (الأقاليم السورية الشمالية) جنوب تركيا حاليًا.

## الوصف النباتي
النبات عشبي معمر. النبات سام كبقية أنواع اللحلاح.